# Philippe Vayringe
Philippe Vayringe (* 1684 in Nouillonpont; † 1745 in der  Toskana) war ein französischer Gerätebauer, bekannt für den Bau von  Rechenmaschinen.

## Leben
Vayringe stammte aus einer armen Bauernfamilie im Norden Lothringens (Departement Meuse), konnte aber die Schule besuchen und lernte dort lesen und schreiben. Er machte eine Schlosser- und Uhrmacherlehre in Nancy.
Er präsentierte dem Herzog Leopold von Lothringen eine Reihe von ihm hergestellter wissenschaftlicher Instrumente und wurde Uhrmacher und Maschinist des Herzogs, der ihn zur Weiterbildung in Mathematik 1721 nach England schickte. Nach der Rückkehr wurde er 1731 Professor für Experimentalphysik an der Akademie in Lunéville, wo er die Theorien von Isaac Newton lehrte. Er baute die Pumpwerke im Garten des herzoglichen Schlosses von Luneville. Seine Erfindungen wurden auch in Bergwerken bis nach Peru verwendet. Er galt bei seinen Zeitgenossen als der „Archimedes“ von Lothringen.
1737 ging er mit dem Herzog Franz III. von Lothringen (dem Ehemann von Maria Theresia) zunächst nach Wien und dann in die Toskana nach Florenz. Franz III. war mit der Toskana als Ersatz für Lothringen entschädigt worden, das er aufgeben musste. Vayringe starb dort neun Jahre später.
In Wien vollendete er die Rechenmaschine von Anton Braun, der Instrumentenbauer am Wiener Hof war, aber schon 1728 starb. Das Original und ein moderner Nachbau ist im Deutschen Museum in München (sowie im Arithmeum und im Heimatmuseum von Möhringen an der Donau, dem Heimatort von Braun). Auf dem Deckel steht Braun invenit, Vayringe fecit (Braun erfand sie, Vayringe baute sie). Die Anregung holte sich Braun aber wahrscheinlich von Jacob Leupold.
Verschiedene seiner Taschenuhren sind auch erhalten.
Eine Straße in Nouillonpont ist nach ihm benannt.